# Cervaro (plaats)
Cervaro is een gemeente in de Italiaanse provincie Frosinone (regio Latium) en telt 7121 inwoners (31-12-2004). De oppervlakte bedraagt 39,2 km², de bevolkingsdichtheid is 181 inwoners per km².

## Demografie
Cervaro telt ongeveer 3645 huishoudens. Het aantal inwoners steeg in de periode 1991-2001 met 5,1% volgens cijfers uit de tienjaarlijkse volkstellingen van ISTAT.
| Jaar | Inwoneraantal |
| ---- | ------------- |
| 1991 | 6680          |
| 2001 | 7022          |

## Geografie
De gemeente ligt op ongeveer 250 m boven zeeniveau.
Cervaro grenst aan de volgende gemeenten: Cassino, San Vittore del Lazio, Sant'Elia Fiumerapido, Vallerotonda, Viticuso.